# 長谷川 (プロレスラー)
長谷川（はせがわ、11月15日 - ）は、中華人民共和国のプロレスラー。IGFの興行「東方英雄伝」でデビューし、商号変更したアシスト（上海NEW）所属。

## 来歴
IGF上海旗揚げと同時にプロレスラーを志願。体力不足から当初はIGFの興行、NEWブランドでレフェリーを務め、2017年11月16日、後楽園ホールでの「東方英雄伝 日本旗揚げ大会」における佐野直戦でプロデビュー。
2018年3月20日、「東方英雄伝」後楽園ホール大会でのマグニチュード岸和田戦で初のギブアップ負け。4月21日、Evolution Training Club「東方英雄伝 北京大会」でのMA朱江戦で地元凱旋を飾った。8月の上海大会ではメインイベントを任され、KAZMA SAKAMOTOから横入りエビ固めで殊勲の勝利。

## 人物
中華人民共和国ではコスプレイヤーとして知られ、2015年に行われた中国最大のコスプレイヤーフェス「China Joy」では西安代表チームのリーダー兼演出家として出場。「るろうに剣心」のコスプレパフォーマンスを行い、約100チームの中で優勝した。
リングネームの「長谷川」もコスプレイヤーとしての活動から由来しており、漫画「銀魂」の同名キャラ長谷川泰三に扮した経験から取られている。
日本文化を趣味としており、日本語も堪能。東方英雄伝選手来日の際は通訳も務める。

## 得意技
- ラ・マヒストラル
- 逆水平チョップ[8]